# Quicken the Heart
Quicken the Heart (с англ. — «Ускорить сердце») — третий студийный альбом британской рок-группы Maxïmo Park. Он был выпущен 11 мая 2009 года лейблом Warp Records. Он дебютировал на 6 месте в британском чарте UK Albums Chart. Альбом получил положительные отзывы музыкальной критики и интернет-изданий.

## История
Альбом доступен на виниле, обычном CD, специальном издании CD и DVD и в виде цифрового скачивания. Вместе с альбомом также была выпущена футболка. Продюсером альбома выступил Ник Лаунэй, известный как продюсер Yeah Yeah Yeahs, Ника Кейва и Talking Heads.

## Отзывы
| Совокупная оценка   | Совокупная оценка                                                        |
| Источник            | Оценка                                                                   |
| ------------------- | ------------------------------------------------------------------------ |
| Metacritic          | 61/100                                                                   |
| Оценки критиков     |                                                                          |
| Источник            | Оценка                                                                   |
| AllMusic            | [ 5 ]                                                                    |
| The Daily Telegraph | 4 из 5 звёзд · 4 из 5 звёзд · 4 из 5 звёзд · 4 из 5 звёзд · 4 из 5 звёзд |
| The Daily Vault     | C−                                                                       |
| Drowned in Sound    | 6/10                                                                     |
| The Guardian        | [ 8 ]                                                                    |
| NME                 | 8/10                                                                     |
| The Observer        | [ 10 ]                                                                   |
| Pitchfork           | 5.5/10                                                                   |
| Spin                | [ 12 ]                                                                   |
| State               | [ 13 ]                                                                   |

Альбом получил положительные отзывы музыкальной критики и интернет-изданий. На Metacritic, сайте-агрегаторе рецензий, который собирает рецензии из основных изданий и выставляет средневзвешенный балл из 100, альбом получил 75 баллов на основе нескольких рецензий критиков. Эта оценка означает «в целом положительное мнение».
Критика восприняла альбом в целом неоднозначно. Рецензируя альбом для журнала Clash, журналист Стив Харрис отметил, что «они не утратили своего умения писать заразительные мелодии, и альбом обладает большей силой, чем их предыдущий лонгплей», и что Maxïmo Park может «стать одной из главных групп лета». Culturedeluxe также дал в основном положительную рецензию на альбом.
Журнал Q присвоил альбому 3 звезды из 5 и отметил: «И снова лирическая камера Смита работает в режиме макросъёмки, тщательно изучая мельчайшие детали любви. Эксцентричность Смита по-прежнему возвышает Maxïmo Park над стадом гитарного попа». Пол Смит сказал Drowned in Sound, что «In Another World (You Would’ve Found Yourself by Now)» — это «о чувстве самоуверенности, хотя у всех нас есть похожие первобытные импульсы».

## Список композиций
| №   | Название                                                | Автор(ы)                    | Длительность |
| --- | ------------------------------------------------------- | --------------------------- | ------------ |
| 1.  | «Wraithlike»                                            | Duncan Lloyd, Paul Smith    | 2:29         |
| 2.  | «The Penultimate Clinch»                                | Lloyd, Smith                | 2:36         |
| 3.  | «The Kids Are Sick Again»                               | Lloyd, Smith, Wooller       | 3:04         |
| 4.  | «A Cloud of Mystery»                                    | Wooller, Smith              | 3:01         |
| 5.  | «Calm»                                                  | Lloyd, Smith                | 3:07         |
| 6.  | «In Another World (You Would've Found Yourself by Now)» | Lloyd, Smith                | 2:59         |
| 7.  | «Let's Get Clinical»                                    | Smith, Wooller              | 3:53         |
| 8.  | «Roller Disco Dreams»                                   | Smith, Lloyd                | 3:25         |
| 9.  | «Tanned»                                                | Smith                       | 3:35         |
| 10. | «Questing, Not Coasting»                                | Lloyd, Smith                | 3:41         |
| 11. | «Overland, West of Suez»                                | Tiku, Wooller, Lloyd, Smith | 2:46         |
| 12. | «I Haven't Seen Her in Ages»                            | Smith, Lloyd                | 3:00         |

| №   | Название        | Автор(ы)     | Длительность |
| --- | --------------- | ------------ | ------------ |
| 13. | «Lost Property» | Lloyd, Smith | 3:11         |

| №   | Название                     | Длительность |
| --- | ---------------------------- | ------------ |
| 13. | «Tales of the Semi-Detached» | 1:57         |

## Позиции в чартах
| Чарт (2009)                       | Высшая позиция |
| --------------------------------- | -------------- |
| Австрия (Ö3 Austria)              | 58             |
| Бельгия/Фландрия (Ultratop)       | 86             |
| Нидерланды (Album Top 100)        | 95             |
| Франция (SNEP)                    | 145            |
| Германия (Offizielle Top 100)     | 13             |
| Шотландия (Scottish Albums Chart) | 6              |
| Швейцария (Schweizer Hitparade)   | 22             |
| Великобритания (UK Albums Chart)  | 6              |